# Squalus blainville
Squalus blainville este o specie de rechin aparținând familei Squalidae. Alături de Squalus acanthias poate fi întâlnit și în Marea Neagră.

## Habitat
Trăiește cu preponderență în regiuni subtropicale (50°N - 29°S, 17°V – 43°E), la adâncimi de 16-780 m și temperatura de 11° - 18° C. 